# Gillan (sastav)
Gillan je bio britanski heavy metal sastav koji je 1978. godine osnovao bivši član sastava Deep Purple, pjevač Ian Gillan. Drugi članovi skupine koji su bili na najviše snimaka i koncertnih turneja su: John McCoy, Bernie Tormé, Colin Towns i Mick Underwood. Torméa je 1981. zamijenio gitarist Janick Gers, koji je kasnije postao član sastava Iron Maiden. Grupa se razišla 1983., a nedugo zatim Ian Gillan postao je član sastava Black Sabbath na albumu Born Again i na turneji koja je slijedila.

## Članovi sastava
Kasniji članovi
- Ian Gillan - vokal (1978. – 1982.)
- John McCoy - bas-gitara (1978. – 1982.)
- Colin Towns - klavijature (1978. – 1982)
- Mick Underwood - bubnjevi (1979. – 1982.)
- Janick Gers - gitara (1981. – 1982.)

Raniji članovi
- Steve Byrd - gitara (1978. – 1979.)
- Liam Genockey - bubnjevi (1978.)
- Pete Barnacle - bubnjevi (1978. – 1979.)
- Bernie Tormé - gitara (1979. – 1981.)

## Diskografija
Studijski albumi
- Gillan (1978.) (objavljen u Japanu)
- Mr. Universe (1979.)
- Glory Road (1980.)
- Future Shock (1981.)
- Double Trouble (1981.)
- Magic (1982.)

Livea lbum
- Live at Reading '80 (199.0)
- The BBC Tapes Vol 1: Dead of Night 1979 (1998.)
- The BBC Tapes Vol 2: Unchain Your Brain 1980 (1998.)
- Mutually Assured Destruction - Live at the Apollo '82 (2006.)
- The Glory Years (2008.) (DVD, snimljen 1981.)
- Triple Trouble (2009.) (snimljen 1981./1982.)

Kompilacijski album
- The Gillan Tapes Vol. 1 (1997.)
- The Gillan Tapes Vol. 2 (1999.)
- The Gillan Tapes Vol. 3 (2000.)
- The Gillan Singles Box Set (2007.)
- On the Rocks (2010.)

Singlovi/EP (top 100 na UK Singles Chart)
- Sleeping on the Job / Higher and Higher (1980.) (#55)
- Trouble / Your Sister's On My List (1980.) (#14)
- Mutually Assured Destruction / The Maelström (1981.) (#32)
- New Orleans / Take a Hold of Yourself (1981.) (#17)
- No Laughing in Heaven / One for the Road / Lucille / Bad News (EP) (1981.) (#31)
- Nightmare / Bite the Bullet (live) (1981.) (#36)
- Restless / On the Rocks (live) (1982.) (#25)
- Living for the City / Breaking Chains (1982.) (#50)

## Vanjske poveznice
- Music Might: Gillan
- Gillan na allmusic.com
- Diskografi na Discogs